# Меченосы
Меченосы (лат. Lonchorhina) — род летучих мышей семейства листоносых. Встречаются в Центральной и Южной Америке. Род включает 5 видов.

## Описание
Длина тела с головой от 51 до 74 мм, хвоста от 32 до 69 мм, длина предплечья между 41 и 59 мм, масса тела до 19 г. Окрас тела светлый красновато-коричневый. Морда короткая и высокая. Уши длинные, широкие, раздельные. Зубная формула: 2/1, 1/1, 2/2, 3/3 = 30.

## Распространение
Населяет Центральную и Южную Америку.

## Поведение
Рацион состоит в основном из фруктов и членистоногих.

## Виды
- Меченос Томеса (Lonchorhina aurita)
- Меченос Фернандеса (Lonchorhina fernandezi)
- Lonchorhina inusitata
- Меченос Маринкелле (Lonchorhina marinkellei)
- Оринокский меченос (Lonchorhina orinocensis)